# Norme tecniche per le costruzioni
Le Norme Tecniche per le Costruzioni (NTC) per la legislazione italiana sono attualmente definite nel decreto ministeriale 17 gennaio 2018 che dal 22 marzo 2018 sostituisce il D.M. 14 gennaio 2008 che costituiva la precedente edizione delle NTC. Questa versione delle Norme Tecniche si differenziano rispetto alla precedente versione del 2008, soprattutto per la grande attenzione dedicata al tema del miglioramento sismico.

## Descrizione
Il decreto è stato emanato dal Ministero delle Infrastrutture e dei Trasporti di concerto con il Ministero dell'Interno e il capo del Dipartimento della Protezione Civile ed è stato pubblicato sul Supplemento Ordinario n. 8 alla Gazzetta Ufficiale n. 42 del 20 febbraio 2018, entrando quindi in vigore il 22 marzo 2018. 
Le norme tecniche per le costruzioni mantengono l'impostazione delle precedenti, raccogliendo in un unico testo le norme prima distribuite in diversi decreti ministeriali e «definiscono i principi per il progetto, l'esecuzione e il collaudo delle costruzioni, nei riguardi delle prestazioni loro richieste in termini di requisiti essenziali di resistenza meccanica e stabilità, anche in caso di incendio, e di durabilità. Esse forniscono quindi i criteri generali di sicurezza, precisano le azioni che devono essere utilizzate nel progetto, definiscono le caratteristiche dei materiali e dei prodotti e, più in generale, trattano gli aspetti attinenti alla sicurezza strutturale delle opere».
A supporto di una corretta applicazione delle Norme Tecniche è stato pubblicato il DM 17 gennaio 2019 relativo alla Circolare Esplicativa, il cui testo era stato approvato  il 27 luglio 2018 dall'Assemblea del Consiglio Superiore dei LL.PP. uscito in GU il 12 febbraio 2018